# Communauté d’agglomération du Bassin de Thau (vor 2017)
Die Communauté d’agglomération du Bassin de Thau (vor 2017) ist ein ehemaliger französischer Gemeindeverband mit der Rechtsform einer Communauté d’agglomération im Département Hérault in der Region Okzitanien. Sie wurde am 17. Dezember 2002 gegründet und umfasste acht Gemeinden. Der Verwaltungssitz befand sich im Ort Frontignan.

## Historische Entwicklung
Mit Wirkung vom 1. Januar 2017 fusionierte der Gemeindeverband mit der Communauté de communes du Nord du Bassin de Thau 
und bildete so die Nachfolgeorganisation Communauté d’agglomération du Bassin de Thau. Trotz der Namensgleichheit mit der Vorgängerorganisation handelt es sich um eine Neugründung mit anderer Rechtspersönlichkeit.

## Ehemalige Mitgliedsgemeinden
1. Balaruc-les-Bains
2. Balaruc-le-Vieux
3. Frontignan
4. Gigean
5. Marseillan
6. Mireval
7. Sète
8. Vic-la-Gardiole